# 一角獣を抱く貴婦人

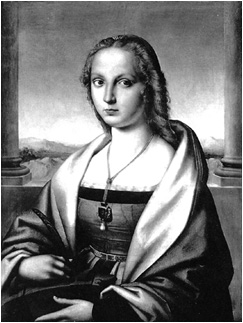
修復を受ける前の『一角獣を抱く貴婦人』。加筆された結果、一角獣は覆い隠され、女性は膝の上に車輪の破片を置き、右手にナツメヤシの葉を持つ聖人の姿になっている。

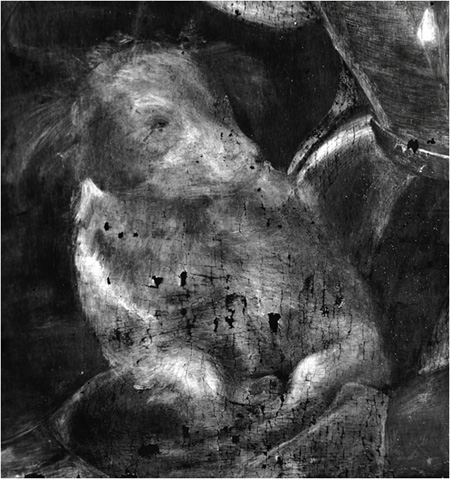
X線撮影で明らかになった犬。

『一角獣を抱く貴婦人』（いっかくじゅうをだくきふじん、伊: Dama col liocorno, 英: Young Woman with Unicorn）は、盛期ルネサンスのイタリアの巨匠ラファエロ・サンツィオが1506年ごろに制作した肖像画である。油彩。ラファエロのフィレンツェ時代の作品で、伝説上の獣である一角獣を抱いた女性を描いており、レオナルド・ダ・ヴィンチの影響をうかがうことができる。17世紀半ばに行われた大幅な加筆によってアレクサンドリアの聖カタリナとして描き直されたが、1934年から1935年にかけて行われた修復で加筆が除去された結果、一角獣を抱いた女性の肖像画であることが判明した。モデルについてはいくつかの説ある。アルドブランディーニ家のコレクションに由来し、後にボルゲーゼ家のコレクションに加わった。現在はローマのボルゲーゼ美術館に所蔵されている。

## 作品
美しい金髪碧眼の女性が遠方に湖を望むロッジアに座っている。彼女は膝の上に1頭の小さな一角獣を抱きかかえている。彼女はガムッラと呼ばれる当時流行した衣服をまとい、方形にカットされたルビーとエメラルドおよび洋ナシの形をした大きな真珠のネックレスを首にかけ、長髪を太い三つ編みに編んでいる。よく知られているように一角獣は触れたものを浄化する角を持つ伝説上の獣で、純潔の象徴であり、処女だけが捕獲することができたと言われている。注目すべき点の1つは女性の指に指輪がないことである。当時の女性の肖像画は通常、結婚式の際に制作されたため、指輪をしていないことは本作品の珍しい点として指摘されている。これはおそらく彼女が一角獣を膝の上に抱いていることと関係があり、彼女が結婚前の女性であることを示している。

女性はピラミッド型の構図の4分の3正面像として描かれている。女性の背後には欄干があり、画面の両側に円柱が立っている。この構図は明らかにルーヴル美術館に所蔵されているレオナルド・ダ・ヴィンチの傑作『モナ・リザ』に触発されている。『モナ・リザ』の女性の背後にも欄干があり、その両側は見切れているために円柱は見えないが、わずかに基台の部分だけが見えている。一方、同じくルーヴル美術館に所蔵されているラファエロの1504年から1505年ごろの若い女性の素描は、純粋な『モナ・リザ』の模写ではないにせよ『モナ・リザ』を念頭に置いていることは明らかで、同じポーズの女性に加えて背後に欄干と円柱を描き込んでいる。この構図は本作品でも手の位置を除いてほぼそのまま転用されている。しかし描かれた女性像は『モナ・リザ』とは趣が異なっている。美術史家クリストフ・テーネス（Christof Thoenes）は次のように述べている。
絵画は1682年に記録されたときにはすでに保存状態が悪化していたことが言及されており、それを覆い隠すために匿名の画家によって加筆され、アレクサンドリアの聖カタリナとして変更された。その結果、女性の肩はマントで覆われ、女性が抱いている一角獣は聖カタリナの殉教を表すアトリビュートである車輪とナツメヤシの葉に置き換えられた。この状況が大きく変わったのは1933年以降に開始された修復によってである。当初の支持体は板であったが、1934年にキャンバスに移し替えられ、1935年にマント、車輪、ナツメヤシの葉、上塗りが除去され、一角獣の存在が明らかにされた。さらに1959年の修復ではX線撮影による科学的調査が行われ、一角獣も実はオリジナルではなく、最初に犬が描かれ、その後に一角獣に変更されたことが明らかになった。この犬は大きな耳を備えており、その痕跡は女性の衣服の赤い袖の中にペンティメント（Pentimento）ととして確認できる。犬は夫婦の貞節や忠実の象徴であり、こうした表現は結婚式と関連して要求された。しかし絵画の状態から犬の姿を復元することは行われなかった。
帰属については1760年にペルジーノの作品として言及され、1833年にもペルジーノ周辺に帰属されるものと考えられた。その後、美術史家ジョヴァンニ・モレッリはフランチェスコ・グラナッチまたはリドルフォ・ギルランダイオの作品と考えた。アドルフォ・ヴェントゥーリは1925年に本作品をルーヴル美術館のラファエロの素描と関連づけ、続いてロベルト・ロンギは1927年にヴェントゥーリの指摘をもとにラファエロに帰属した。1933年に始まった修復はロベルト・ロンギの説の正しさを証明することとなった。

## モデル
描かれた女性が誰であるかについては不明である。一説によるとフィレンツェの商人でありパトロンであったアニョーロ・ドーニ（Agnolo Doni）の若い妻マッダレーナ・ストロッツィ（Maddalena Strozzi）であるとされている。彼らが結婚したのは1503年である。別の説によるとモデルはロドリーゴ・ボルジア枢機卿（後のローマ教皇アレクサンデル6世）の愛人ジュリア・ファルネーゼである。この女性は1489年にオルシーノ・オルシーニと結婚したが、その後間もなくロドリーゴ・ボルジアと不倫の関係になった。両者の娘とされるラウラ・オルシーニが生まれたのはロドリーゴ・ボルジアが教皇に即位した1492年のことである。絵画の女性をジュリア・ファルネーゼとする傍証として、ファルネーゼ家のシンボルが一角獣であったことが挙げられ、実際にジュリアを描いたとされる絵画作品が何点か知られているが、それらのいくつかは彼女を白い一角獣とともに描いている。なお、2016年にリンダ・ウォルク＝シモン（Linda Wolk-Simon）は、1505年11月に13歳でニッコロ・フランチオッティ・デッラ・ロヴェーレ（Niccolò Franciotti della Rovere）と結婚した、アレクサンデル6世とジュリアの娘ラウラとして特定しようと試みている。

## 来歴
絵画の最初の記録はオリンピア・アルドブランディーニの死後に制作された1682年の財産目録であり、そこではモデルの名前も画家の名前も記述されていない。1767年の段階では絵画はまだマーニャナポリのアルドブランディーニ家の邸宅にあり、その後、1767年にパオロ・ボルゲーゼ（Paolo Borghese）がアルドブランディーニの爵位を得ると、1769年にアルドブランディーニ家の遺産の一部を受け継いだ。このとき『一角獣を抱く貴婦人』は他の遺産とともにボルゲーゼ・コレクションに加わった。

## ギャラリー
ルカ・ロンギとドメニキーノの絵画はジュリア・ファルネーゼを描いたものとされている。

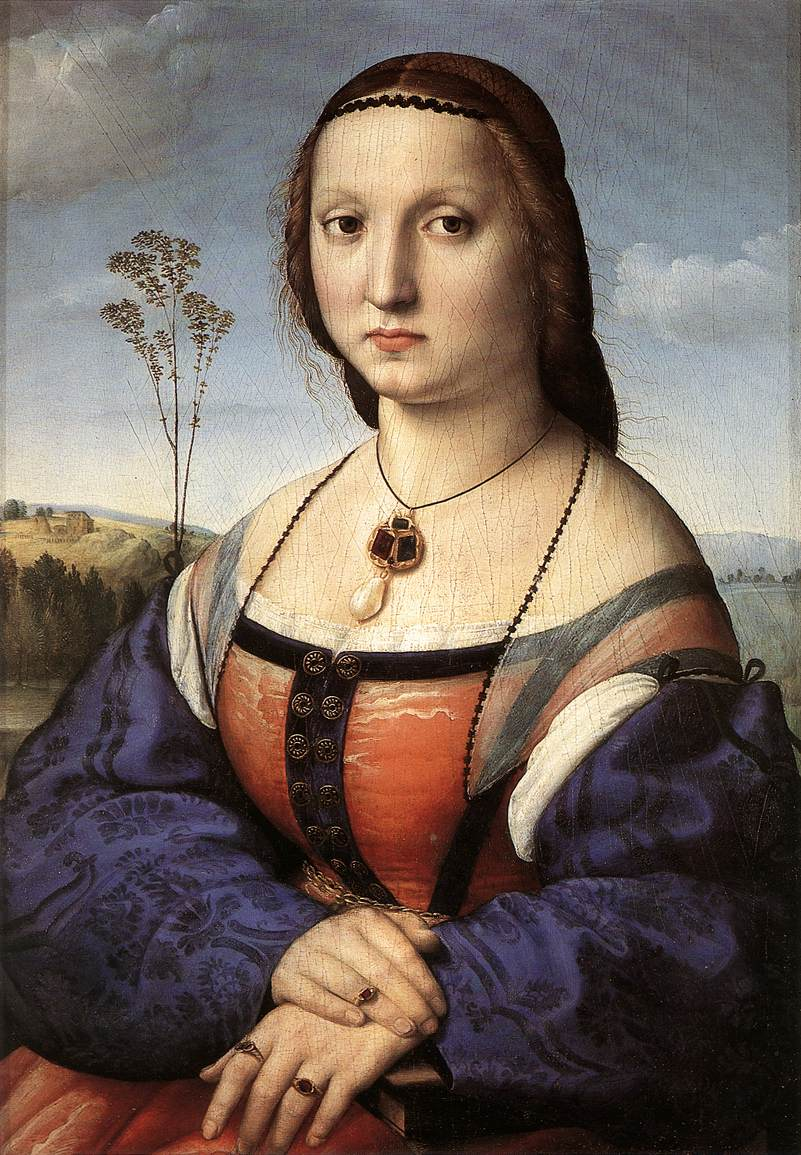
ラファエロ・サンツィオ『マッダレーナ・ドーニの肖像』1506年ごろ パラティーナ美術館肖像
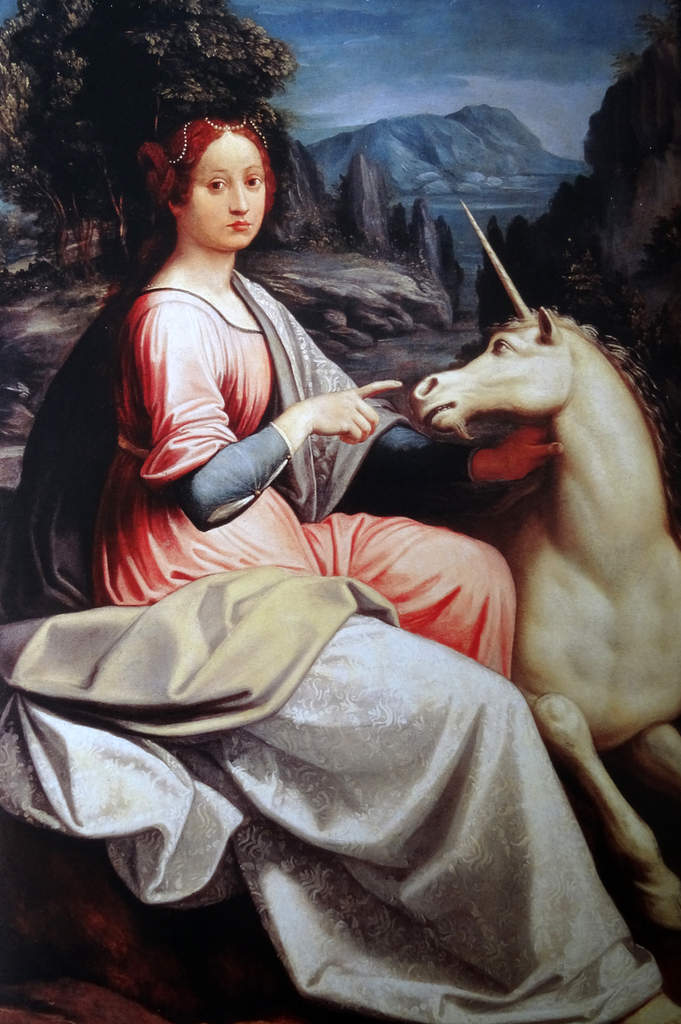
ルカ・ロンギ『貴婦人と一角獣』1507年ごろ サンタンジェロ城所蔵
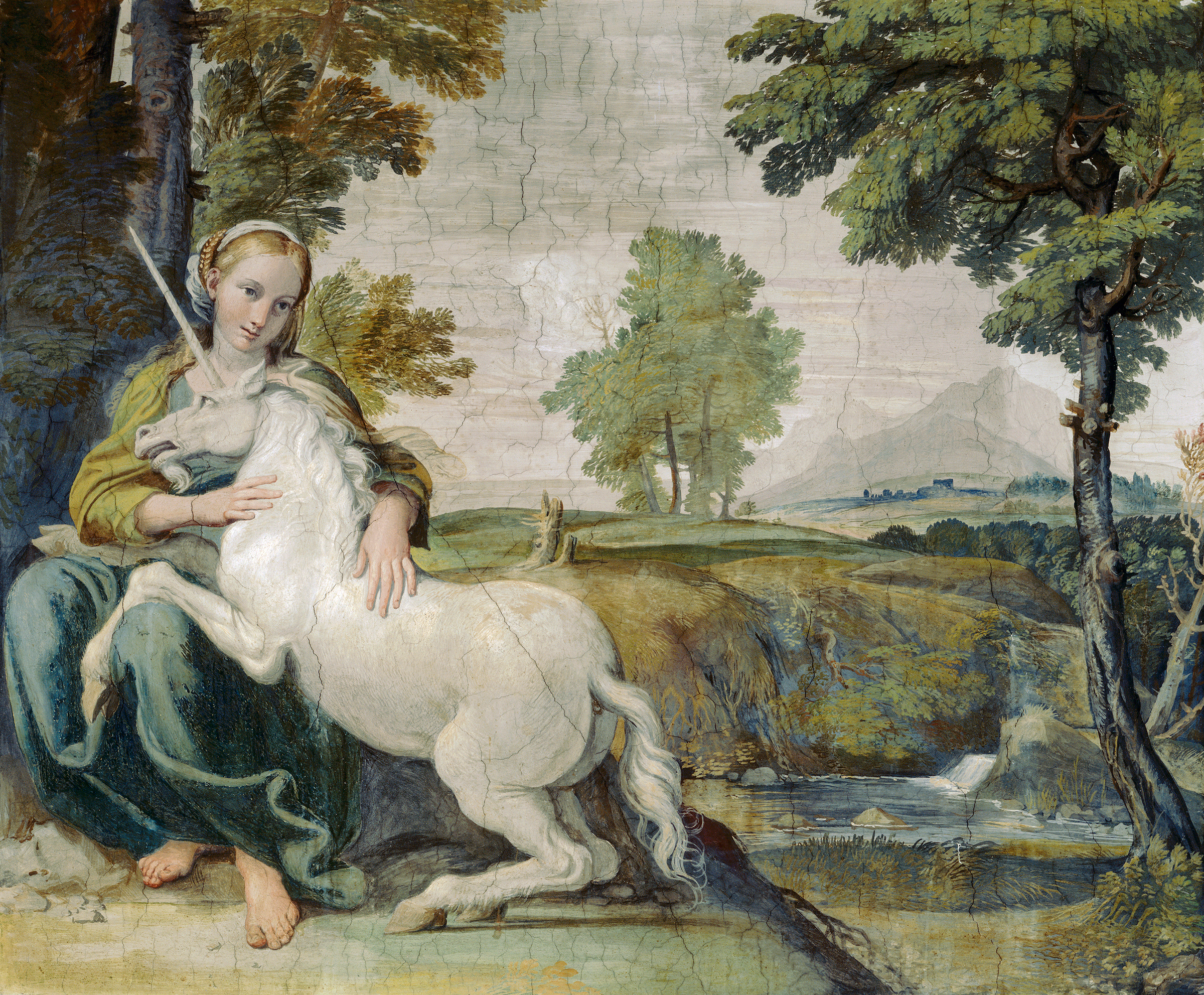
ドメニキーノ『若い女と一角獣』1602年ごろ ファルネーゼ宮所蔵